# Camillo Pellissier

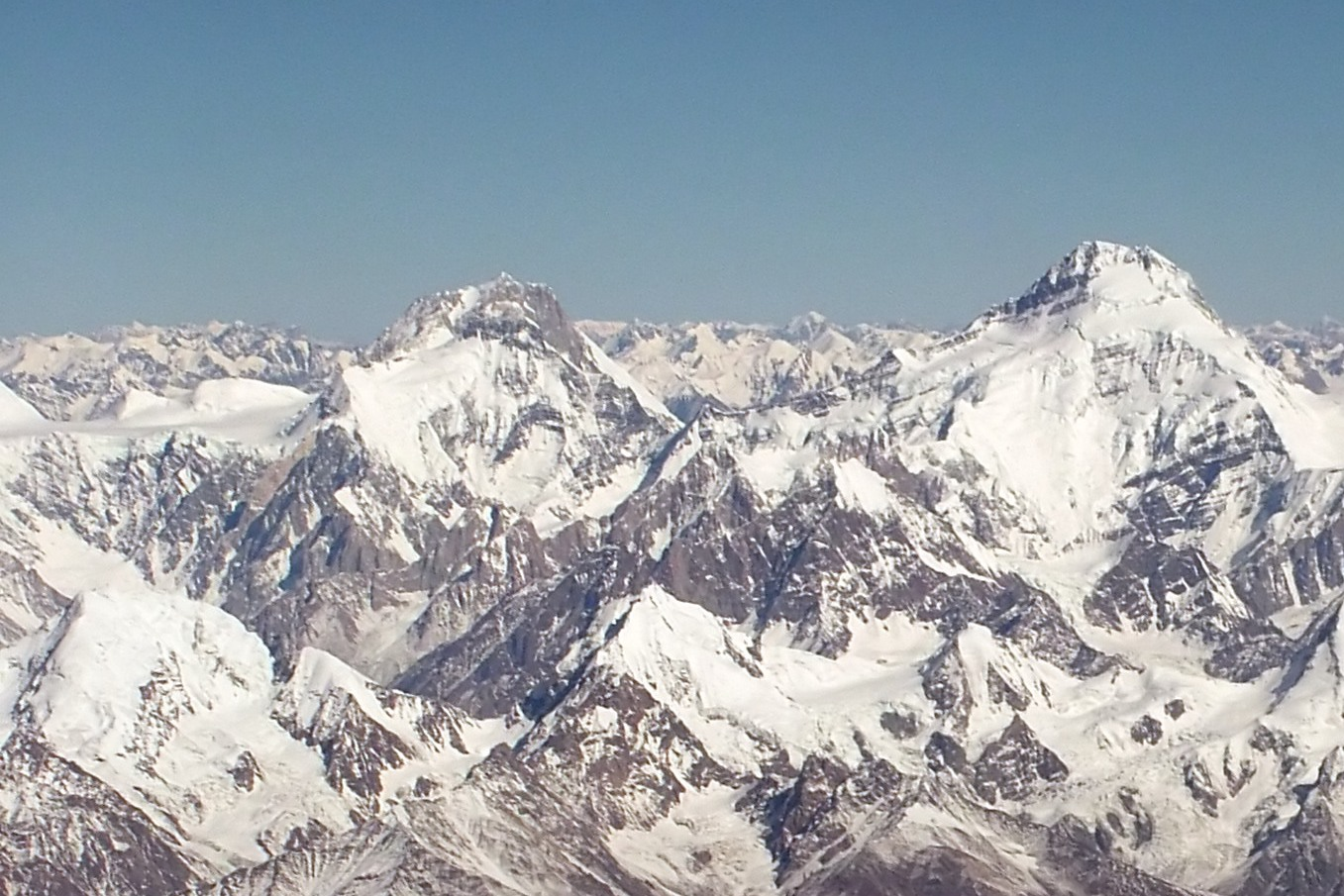
Vista aerea del Karakorum: a sinistra il Yukshin Gardan Sar, a destra il Kanjut Sar

Camillo Pellissier (pron. fr. AFI: [pelisje]) (Valtournenche, 29 settembre 1924 – Dent d'Hérens, 6 agosto 1966) è stato un alpinista italiano.

## Biografia
Guida alpina valdostana, partecipò a varie spedizioni alpinistiche in Patagonia nel 1956, 1957 e 1958, tra cui quella al difficile Monte Sarmiento, conquistato da Carlo Mauri e Clemente Maffei il 7 marzo 1956.
Nel 1959 fu il primo a scalare il Kanjut Sar, ventiseiesima cima del mondo (7760 m), nel Karakorum. La spedizione, capitanata da Guido Monzino, era composta da 12 alpinisti e si avvalse di circa 500 portatori per trasportare 22 tonnellate di materiali.
Il 19 luglio Pellissier giunse in vetta in solitaria partendo dal campo 6 posto a quota 6670 m. Il compagno Jean Bich che doveva tentare la vetta assieme a lui fu fermato da crampi gastrici. L'impresa è descritta nel documentario del 1960 Kanjut Sar - la montagna che ha in vetta un lago, diretto da Guido Guerrasio.
Sempre con Guido Monzino, nel 1961 e 1962 partecipò a due spedizioni in Groenlandia.
Morì nel 1966 in una scalatata al Dent d'Herens (Alpi Pennine), cadendo all'improvviso dalla cresta Albertini..
Alla sua memoria è dedicato il Bivacco Camillotto Pellissier, collocato a 3325 m sul Dent d'Herens. A Camillo Pellissier è inoltre stata intitolata una cima di 2610 m, la Cima Pellissier, che domina i bellissimi Laghi di Cornisello nel gruppo della Presanella, nonché una via di estrema difficoltà sulla parete Nord della Cima Grande di Lavaredo.